# Мальчевский, Анджей Рышардович
Анджей Рышардович Мальчевский (6 мая 1963, Москва, СССР — 16 июня 2018) — российский предприниматель, меценат, общественный и политический деятель, основатель «Мособлбанка», Председатель Совета Директоров Консорциума «ФИНХОЛКОМ-ГРУПП», Президент Национального фонда Святого Трифона, бывший член Общественного совета ГУ МВД России по ЦФО, бывший член попечительского совета Всероссийской полицейской ассоциации МПА. 29 апреля 2016 года приговорён судом к четырём годам колонии по обвинению в мошенничестве в особо крупном размере.

## Биография
Анджей Рышардович Мальчевский родился 6 мая 1963 года в Москве. Мать — Мальчевская Татьяна Васильевна работала Главным экспертом в Государственном комитете СССР по науке и технике (ГКНТ СССР). Отец — Мальчевский Рышард, гражданин ПНР, занимал руководящие посты на предприятиях электронной промышленности Польши, окончил Московский авиационный институт.
В 1980 году окончил среднюю школу № 123 Краснопресненского района Москвы.
В 1987 году окончил Московский авиационно-технологический институт имени К. Э. Циолковского по специальности «Машины и технологии переработки полимерных материалов в изделия и детали». По результатам государственных экзаменов была присвоена квалификация инженер-механик.
По окончании института работал на одном из ведущих предприятий отечественного оборонно-промышленного комплекса — НПО «Фазотрон», где прошёл путь от технолога до начальника цеха. Занимал пост заместителя секретаря комитета ВЛКСМ по работе с пионерами и школьниками. Возглавлял комсомольский оперативный отряд по работе с трудными подростками.
В 1990 году по приглашению Правления «Российского фонда милосердия и здоровья» перешёл на работу в созданный фондом кооператив «Реабилитация-Ф» на должность коммерческого директора. В 1991 году выступил инициатором создания малого предприятия «БИОС», специализирующегося в области разработки и производства техники для людей с ограниченными возможностями, а также ведущего строительные проекты.
В 1995 году был приглашён на должность первого заместителя генерального директора ОАО «Картонтара». В феврале 1996 года стал генеральным директором компании. В процессе реформирования вывел предприятие из Москвы в Астраханскую область, где оно функционирует по сей день.
В 2010 году создал Финансовую Холдинговую Компанию, которая стала головной организацией Консорциума «ФИНХОЛКОМ-ГРУПП» (уникальное для российского бизнеса объединение компаний, основной целью которых стало возрождение отечественных традиций активного отдыха — конного спорта, скачек-бегов, а также рыболовства и охоты).
В 2011 году избран действительным членом Международной академии общественных наук.
28 февраля 2012 года решением президиума Российской академии естественных наук был избран членом-корреспондентом.
В 2013 году Президент России Владимир Путин за достигнутые трудовые успехи, многолетнюю добросовестную работу и активную общественную деятельность объявил благодарность Анджею Мальчевскому.
Анджей Мальчевский умер 16 июня 2018 года в больнице при колонии, где отбывал четырёхлетний срок за особо крупное мошенничество.

## Банковское дело
В 2006 году занялся банковским бизнесом. Результатом этого стало приобретение (а фактически создание с нуля) Мособлбанка и финансовых холдингов — «Республиканская финансовая корпорация» и «ФИНХОЛКОМ-ГРУПП».
Благодаря взаимодействию с областными администрациями к 2010 году, в самый «пик» кризиса Мособлбанк развернул сеть из 347 различных структурных подразделений. Во многом благодаря постоянному географическому расширению в сентябре 2009 года «Национальное рейтинговое агентство» (НРА) присвоило Мособлбанку индивидуальный рейтинг кредитоспособности на уровне «А-» (высокая кредитоспособность, третий уровень), а в 2010 году — повысило индивидуальный рейтинг кредитоспособности Мособлбанка до уровня «А» (высокая кредитоспособность, второй уровень). В августе 2013 года НРА повысило рейтинг кредитоспособности Мособлбанка до уровня «А+».
В середине ноября 2011 года стало известно, что Центральный банк России выдал Мособлбанку предписание, ограничивающее на шесть месяцев приём вкладов от граждан, кроме акционеров банка. Однако Мособлбанк обошёл это решение и дарил собственные акции на символическую сумму каждому вкладчику.
В 2012 году Мальчевский передал контроль в банке своему сыну Александру.
К апрелю 2014 года Мособлбанк входил в топ-100 банков России по таким показателям как активы нетто, чистая прибыль, капитал и кредитный портфель. По каждому из показателей после приобретения Мальчевским банк поднялся на несколько сотен позиций.
В 2013 году в состав «ФИНХОЛКОМ-ГРУПП» вошёл кубанский «Финанс Бизнес Банк».
В мае 2014 года уступил контроль над банковским холдингом «Республиканская финансовая корпорация», включая все входящие в него компании и банки, а также ООО КБ «Финанс Бизнес Банк», владельцам «СМП банк» Аркадию и Борису Ротенбергам.
Санатору было выделено более 100 миллиардов рублей, которые значительно улучшили положение самого СМП Банка, попавшего под западные санкции и потерявшего большую часть вкладчиков. Также благодаря санации Мособлабанка СМП Банку удалось обойти запрет работы с международными платёжными системами Visa и MasterCard.

## Арест и тюремное заключение
17 июня 2015 года стало известно, что следственный департамент МВД России предъявил обвинения в особо крупном мошенничестве Анджею Мальчевскому и его сыну Александру Мальчевскому. По версии следствия, Мальчевские выводили средства с баланса Мособлбанка, после обналичивали и похищали. По данным правоохранительных органов, речь идёт о сумме порядка 70 млрд рублей. На следующий день, 18 июня 2015 года Анджей Мальчевский был арестован. 29 апреля 2016 года Анджей Мальчевский был приговорён к четырём годам колонии и штрафу в размере 400 000 рублей.

## Национальный Конный Парк «Русь»
Одним из социально значимых проектов Мальчевского является поддержка конного спорта и развитие паралимпийского конного спорта в России и её регионах. В 2012 году Мальчевский начал финансирование строительства в деревне Орлово Ленинского района Подмосковья Национального конного парка «Русь», который по задумке должен стать крупнейшим в Европе спортивно-досуговым кластером, ориентированным на развитие конного спорта. Парк строится поэтапно, в нём планируется построить конноспортивные манежи, спортивная школа, цирк, музей и зоопарк.

Анджей Мальчевский в конном парке

Общий объём инвестиций в парк не раскрывается, но строительство одного комплекса «Виват, Россия!», в котором проводятся международные соревнования, оценивается не менее чем в 3 миллиарда рублей. В планах строительства парка также числится ипподром.
С 2012 года на территории Парка проводятся конноспортивные мероприятия по всем Олимпийским, паралимпийским и нескольким неолимпийским дисциплинам международного уровня. В 2013 году в Национальном конном парке «Русь» открылась детско-юношеская спортивная школа, а также отделение иппотерапии. В Парке сформирована команда по паралимпийской выездке, а также сильнейшая на данный момент в России команда по драйвингу.
С 2014 года на территории Парка появилась возможность проводить соревнования по всем Олимпийским видам конного спорта, причём как на открытом воздухе, так и в закрытом зимнем манеже. Комплекс «Виват, Россия!», построенный на территории Национального конного парка «Русь», по признанию спортсменов и зарубежных судей является самым современным в России.
В июле 2014 года в комплексе «Виват, Россия!» прошли первые в истории России паралимпийские международные соревнования по выездке.
В 2014 году на территории парка заложен комплекс сооружений и памятников, объединённых под единым проектом, направленным на патриотическое воспитание молодёжи. В частности, в мае был открыт единственный в России Мемориал «Славы русской кавалерии», в августе Обелиск «Воинам Первой мировой», а 3 ноября памятник «Народному Ополчению 1612 года». Кроме мемориальной части, в комплекс должна войти военно-патриотическая площадка «Пересвет».
Также в 2014 году по инициативе Мальчевского был издан многостраничный труд, описывающий историю создания, развития и основных побед русской кавалерии — «Русская кавалерия. История нашей конницы — регулярной и иррегулярной — в документах, мемуарах современников, батальных картинах XIV—XX вв.». Автором книги стала известный историк и исследователь русской военной истории Алла Бегунова.
20 ноября 2014 года Международная федерация конного спорта (FEI) номинировала Мальчевского на одну из своих ежегодных премий — FEI Solidarity Award, вручаемую за популяризацию конного спорта посредством развития конноспортивных проектов.

## Общественная и политическая деятельность
- Избирался советником муниципального собрания района Текстильщики двух созывов (декабрь 1997 г., декабрь 1999 г.).
- Член попечительского совета Всероссийской полицейской ассоциации МПА.[1]
- С декабря 2004 по январь 2006 года работал в аппарате Государственной Думы Российской Федерации.
- 28 июня 2012 года возглавил Наблюдательный Совет ООД «Россия», присоединившийся к Общероссийскому народному фронту[23].

## Личная жизнь
Анджей Мальчевский увлекался конным спортом, изучением истории русской охоты, анималистической живописью. Спонсировал издание нескольких журналов, посвящённых данной тематике. По источникам, близким к семье, известно, что у Анджея Мальчевского были продолжительные отношения с руководителем ФИНХОЛКОМ Групп Юлией Зединой (у пары есть общий ребёнок, Анастасия Мальчевская (род. 2011).
Сын — Александр Мальчевский (род. 1983), работает президентом-председателем Совета директоров Инвестиционно-финансовой компании МВБ.

## Награды
- Медаль «В память 850-летия Москвы»
- Медаль "Медаль «За доблестный труд»
- Памятная медаль «К 100-летию М. А. Шолохова»
- Золотая медаль SPI имени Ж. А. Шапталя (Франция)
- Медаль имени Ю. А. Гагарина[24]
- Орден Святого князя Александра Невского 1 степени[25]
- Наградной крест Российского казачества «За веру и службу России»
- Орден «За сохранение культурного наследия России»[26]
- Орден Святого апостола Андрея Первозванного «За милосердие и щедрость» (2013)[27]
- Благодарность Президента Российской Федерации
- Орден Русской православной церкви Святого мученика Трифона 3 степени[28]
- Почётная грамота и нагрудный знак Парламента Чеченской Республики[29]